# Sugestión
«Sugestión» es la denominación dada al proceso psicológico mediante el cual personas, medios de comunicación, libros y toda clase de entes que manipulen conceptos y sean capaces de emitir información puedan guiar o dirigir los pensamientos, emociones, sentimientos o comportamientos y estados físicos de otras personas. Para los investigadores de psicología del siglo XIX tales como William James los términos sugerir y sugestión se usaban en un sentido muy restringido y relacionado, y siempre dentro de un discurso común. Se decía una idea para sugerir otra y se hablaba de sugestión cuando esto implicaba la llegada de otra idea a la mente. 
Algunos estudios científicos más recientes sobre la hipnosis, tales como los de Clark Leonard Hull, permitieron ampliar el significado de estos términos en un sentido especial y técnico (Hull, 1933). La teoría neuro-psicológica original acerca de la sugestión hipnótica se basaba en la respuesta refleja ideo motora de William Benjamin Carpenter y James Braid

## Hipnosis
Los modernos estudios sobre hipnosis, que han seguido el patrón de los trabajos de Clark Leonard Hull, separan dos factores esenciales: trance y sugestión. El estado de la mente inducido por el trance se dice que viene a través de la vía del proceso de inducción hipnótica; esencialmente, instrucciones y sugestiones que un individuo inducirá en estado de hipnosis a otro. Una vez que un sujeto ha alcanzado el estado de hipnosis se pueden comprobar las sugestiones que producen los efectos buscados por el hipnotizador.
Usualmente se usan las sugestiones como medida de "sugestionabilidad" o "susceptibilidad" (o para aquellos con una orientación teórica diferente, "talento hipnótico") incluyendo sugestiones tales como que el brazo de alguien empezará a sentirse más ligero y flotando sobre el aire, o la sugestión de que el aire está soplando alrededor de la cabeza de esa persona. La respuesta clásica a una sugestión aceptada, como la de que un brazo está comenzando a flotar en el aire, es que el sujeto percibe el efecto previsto como si ocurriese involuntariamente.

## Despertar de la sugestión
El tan llamado «despertar de las sugestiones» se da exactamente de la misma manera que las «sugestiones hipnóticas» (por ejemplo, las sugestiones que tienen lugar sin hipnosis) y pueden producir fuertes cambios en la experiencia perceptiva. Los experimentos de sugestión, en ausencia de hipnosis, fueron iniciados a mediados del siglo XX por investigadores como Hull (1933). Más recientemente, investigadores tales como Nicholas Spanos e Irving Kirsh han dirigido investigaciones experimentales tales como la sugestionabilidad no hipnótica y han encontrado una intensa correlación entre las respuestas de las personas a la sugestión en ambos estados, hipnóticos y no hipnóticos. Además, una vez en un estado hipnótico completamente relajado, pero sin alcanzar la fase del sueño profundo, pudieron comprobar que todo lo que iba alrededor de ellos tendían a ser más obedientes.

## Otras formas
Además de las clases de sugestiones normalmente llevadas a cabo por investigadores interesados en la hipnosis hay otras formas de sugestionabilidad, no pensadas para ser consideradas interrelacionadas. Estas incluyen: sugestionabilidad primaria y secundaria (términos antiguos para sugestionabilidad no hipnótica e hipnótica, respectivamente), sugestionabilidad hipnótica (por ejemplo, la respuesta a la sugestión medida dentro de la hipnosis), y sugestionabilidad interrogativa (producida por cuestiones interrogativas y respuestas cambiantes cuando se aplica una fuerte presión interrogativa).